# 攻佔阿爾及爾 (1516年)
1516年攻佔阿爾及爾，是兩位鄂圖曼帝國的海盜兄弟奧魯奇雷斯與赫茲爾反對阿爾及爾城統治者薩利姆·阿爾-圖米的戰役。

## 背景
在1510年代，西班牙人在阿爾及爾前一個小島建立了一座城堡及防禦工事，駐軍200人，並強逼阿爾及爾城主薩利姆·阿爾-圖米簽署條約和納貢。薩利姆·阿爾-圖米本人也不得不去西班牙宣誓服從斐迪南二世。

## 攻佔阿爾及爾
1516年，為驅逐西班牙人，薩利姆·阿爾-圖米邀請了海盜兄弟奧魯奇和赫茲爾與鄂圖曼帝國軍隊到阿爾及爾。但他們來到後下令剌殺薩利姆·阿爾-圖米並佔領阿爾及爾，西班牙遠征軍被趕出城市。西班牙兩次派人欲奪回阿爾及爾，但以失敗告終。
在1517年奧魯奇雷斯死於與西班牙人的戰爭後，他的兄弟赫茲爾繼承他的綽號“巴巴羅薩”。並統治阿爾及爾到1524年至被當地柏柏爾人凱巴爾部落趕走被逼撤到吉杰勒為止。